# 北海道盲導犬協会
公益財団法人北海道盲導犬協会（ほっかいどうもうどうけんきょうかい）は、北海道札幌市にある公益財団法人。盲導犬の育成および貸与や、視覚障害者への生活訓練などを行っている。

## 概要
1970年（昭和45年）に盲導犬の育成と視覚障害者への盲導犬貸与を目的とし、札幌盲導犬協会として設立。1978年に盲導犬を訓練・認定する法人の指定を受け、1985年には北海道盲導犬協会に改称する。2009年には公益認定を受け、公益財団法人北海道盲導犬協会となる。
1978年（昭和53年）には引退した盲導犬のための老犬ホームを世界で初めて開設。1991年（平成3年）からは視覚障害者への点字訓練や白杖を使った歩行訓練といった生活訓練を開始し、総合的な視覚障害者リハビリテーション施設を目指している。
2021年12月時点で、累計580頭の盲導犬を育成、盲導犬訓練士は7名である。

## 運営
2021年時点で、同協会の年間予算は約2億5千万円、そのうち約1割は都道府県からの補助金、8割強は一般からの少額寄付による。寄付については北海道最初の盲導犬の名前から付けられた「ミーナの募金箱」が、スーパーや飲食店など、日本国内の約7000箇所に設置されている。他に街頭募金やチャリティー活動などを行っている。2021年は新型コロナウイルスの影響により寄付金は前年同期に比べ2割減となった。
協会では盲導犬に12歳定年制を定めており、引退後は協会の老犬ホームや、老犬飼育委託ボランティアの元で余生を過ごすこととなる。
4月の「国際盲導犬デー」にはガイドドッグオープンデーというイベントを開催しており、2019年（平成31）年4月には第21回を迎えた。2024年に5年ぶりに開催された。

## 沿革
- 1970年（昭和45年）：11月8日、札幌市福祉センター職員やボランティアなど7名により、札幌盲導犬協会が設立[2]。
- 1971年（昭和46年）：北海道で最初の盲導犬「ミーナ号」が誕生[2]。
- 1973年（昭和48年）：現在の所在地に訓練所と犬舎が完成、翌年には宿泊施設も完成[2]。
- 1975年（昭和50年）：盲導犬の訓練に関して、全ての盲導犬が雪道を体験できるように、また盲導犬申込者が入所時期を選べるように、10月から翌年4月にかけて訓練する北海道方式が確立[2]。
- 1978年（昭和53年）：引退した盲導犬のための老犬ホームが完成。また道路交通法が整備され、国家公安委員会より盲導犬を訓練・認定する法人として指定される[2]。
- 1980年（昭和55年）：創立10周年の記念式典が催される。10年間で育成した盲導犬は87頭[2]。
- 1981年（昭和56年）：盲導犬慰霊碑「霊犬安眠」が建立される[2]。
- 1983年（昭和58年）：札幌市が新規事業として「中途失明者社会適応訓練」を開始、市からの委託により「白杖歩行訓練」を開始する[2]。
- 1985年（昭和60年）：札幌盲導犬協会から北海道盲導犬協会へ名称変更[2]。
- 1987年（昭和62年）：北海道で育成された盲導犬が初めて秋田県、岩手県の視覚障害者へ貸与される[2]。
- 1990年（平成2年）：新本棟が完成し「視覚障害者総合リハビリテーションセンター」としての機能が高まる。青森県の視覚障害者へ北海道で育成した盲導犬を始めて貸与[2]。
- 1991年（平成3年）：新潟県の視覚障害者へ北海道で育成した盲導犬を初めて貸与[2]。
- 1992年（平成4年）：北海道内では民間初となる短期入所生活訓練が開始。二人で一頭の盲導犬を使用する「タンデム歩行」が初めて誕生。盲導犬育成200頭を達成[2]。
- 1998年（平成10年）：盲導犬育成300頭を達成[2]。
- 2003年（平成15年）：日本自転車振興会の補助事業により新訓練犬舎が完成[2]。
- 2006年（平成18年）：昭和56年に建立された盲導犬慰霊碑「霊犬安眠」が老朽化、寄付により再建立。盲導犬育成400頭を達成[2]。
- 2007年（平成19年）：東北地方在住の盲導犬ユーザー向けの活動拠点として、秋田県秋田市に「北海道盲導犬協会東北ホワイエ」を開設[2]。
- 2009年（平成21年）：公益法人制度改革に伴い、盲導犬育成施設では日本初となる公益認定を受け、11月2日、公益財団法人北海道盲導犬協会となる[2]。
- 2021年（令和3年）：3月16日、YouTubeチャンネルを開設[9]。
- 2023年（令和5年）：12月7日、ホームページリニューアル[10]。

## 関連文献
- 北海道盲導犬ユーザーの会編『ありがとう盲導犬 ユーザー20年の軌跡』北海道新聞社、1995年、ISBN 4893637703
- 井上こみち『リンゴのすきなアーサー 北海道の盲導犬たち』実業之日本社、2001年、ISBN 4408361976
- 菅井亜沙子『北海道盲導犬物語 人を支える犬たちと犬を支える人々と』長崎出版、2010年、ISBN 978-4860953737
- 辻惠子『ハーネスをはずして 北海道盲導犬協会の老犬ホームのこと』あすなろ書房、2016年、ISBN 978-4751527696
- 井上こみち：作、堀川理万子：絵『ぼく、アーサー』アリス館、2018年、ISBN 978-4752008163